# I Liceum Ogólnokształcące im. Adama Mickiewicza w Białymstoku
I Liceum Ogólnokształcące im. Adama Mickiewicza w Białymstoku – szkoła ponadpodstawowa w Białymstoku.
I LO co roku plasuje się w czołówce rankingów szkół.

## Infrastruktura
W 1954 roku Szkoła Ogólnokształcąca stopnia licealnego nr 1 zostaje przemianowana na I Liceum Ogólnokształcące (mieści się w budynku przy ul. Kościelnej 9). LO w 1967 zostaje przeniesiona do nowo zbudowanego budynku przy ul. Brukowej 2. W 1985 w I LO powstała pierwsza w szkolnictwie ogólnokształcącym Białostocczyzny pracownia informatyczna. W 1988 w szkole powstała siłownia, zaś dwa lata później szkolny klub.
W 2000 zostało oddane do użytku nowe skrzydło budynku. Mieści się w nim pełnowymiarowa sala gimnastyczna wraz z zapleczem technicznym, biblioteka, czytelnia oraz pracownie komputerowe.
W 2008 stara sala gimnastyczna została zmieniona w nowoczesną, w pełni skomputeryzowaną, aulę wykładową.

## Koła zainteresowań
W I LO działa wiele kół zainteresowań, m.in.:
- Koło teatralne "Na skraju",
- Koło kultury Niderlandzkiej[3],
- Chemiczne,
- Informatyczne,
- Fizyczne,
- Matematyczne,
- Sportowe – piłka nożna, koszykówka, piłka ręczna, lekkoatletyka i inne,
- Koło Judaica,
- Klub Myśli Politycznej,
- Klub Myśli Psychologicznej,
- Klub Młodych Katolików,
- Szkolne Koło Eleos,
- Radiowęzeł,
- Koło biblioteczne,
- Schola,
- Chór żeński "Exactus"

## Patron
25 listopada 1977 podczas obchodów 200-lecia szkoły patronem I LO został Adam Mickiewicz.

## Uczniowie i absolwenci
- Bogdan Białek – prezes Stowarzyszenia im. Jana Karskiego, założyciel i redaktor naczelny miesięcznika „Charaktery”
- Piotr Błazeusz – generał broni SZ RP
- Dariusz Boguski – polski polityk i przedsiębiorca, poseł na Sejm I kadencji
- Adam Gendźwiłł – polski geograf i socjolog
- Sławoj Leszek Głódź – polski duchowny rzymskokatolicki
- Piotr Guzowski – polski historyk, doktor habilitowany nauk humanistycznych
- Paweł Jaskanis – polski historyk sztuki, archeolog, muzealnik oraz specjalista w zarządzaniu ochroną zabytków i opieką nad nimi
- Ignacy Karpowicz – polski pisarz, prozaik, tłumacz literacki
- Agnieszka Markowska – polska naukowiec, chemik, doktor habilitowany nauk farmaceutycznych
- Edward Ozorowski – polski duchowny rzymskokatolicki
- Łucja Prus – polska piosenkarka
- Iwona Radziejewska – polska naukowiec, biochemik, doktor habilitowany nauk medycznych
- Edward Redliński – polski prozaik, scenarzysta i dramatopisarz, reporter
- Joanna Sierko-Filipowska – polska malarka

## Tragedia pod Jeżewem
30 września 2005 miał miejsce tragiczny wypadek z udziałem uczniów klas maturalnych I LO. Autokar, którym jechali na pielgrzymkę do Częstochowy, zderzył się czołowo z TIR-em i stanął w płomieniach. W wypadku tym zginęło dziewięcioro uczniów szkoły.